# Mesochorus interruptus
Mesochorus interruptus är en stekelart som beskrevs av Kusigemati 1988. Mesochorus interruptus ingår i släktet Mesochorus och familjen brokparasitsteklar. Inga underarter finns listade i Catalogue of Life.